# Han Ki-joo
Dans ce nom coréen, le nom de famille, Han, précède le nom personnel.
Han Ki-joo (né le 29 avril 1987 à Gwangju, Corée du Sud) est un joueur coréen de baseball qui joue avec les Kia Tigers de Gwangju dans la ligue sud-coréenne de baseball.
Il a obtenu la médaille d'or de baseball lors des jeux olympiques 2008 à Pékin. Mais il a obtenu les surnoms : l'écrivain suspense et le train galaxie 999 pour les trompés aux tour les jeux qu'il a jouée.